# Soane Patita Paini Mafi
Pour les articles homonymes, voir Mafi.

Soane Patita Paini Mafi, né le 19 décembre 1961 à Nuku'alofa, est un prélat tongien, évêque des Tonga, cardinal depuis février 2015.

## Biographie

### Prêtre
Mafi intègre le séminaire régional du Pacifique à Suva dans les îles Fidji. Il est ordonné prêtre le 29 juin 1991.
Pendant quatre ans, il exerce son ministère en paroisse sur les îles d'Haʻapai.
En 1995, Soane Lilo Foliaki, alors évêque des Tonga le nomme vicaire général.
Il reprend des études de formation religieuse en 1997 à l'Université Loyola du Maryland.
Diplômé en 2000, il rejoint Suva où pendant six ans il s'occupe de la formation des futurs prêtres.

### Évêque
Il est nommé évêque coadjuteur des Tonga le 28 juin 2007 et reçoit, le 4 octobre suivant, la consécration épiscopale des mains de Soane Lilo Foliaki à qui il succède comme évêque des Tonga le 18 avril 2008.
Il alors le premier prêtre diocésain à occuper cette fonction, les précédents vicaires apostoliques puis évêques des Tonga étant tous, depuis 1842, des maristes.
Il est président de la Conférence épiscopale du Pacifique de 2010 à 2017. À ce titre, il participe en octobre 2014 à la  IIIe assemblée générale extraordinaire du Synode des évêques sur les défis pastoraux de la famille dans le contexte de l'évangélisation.

### Cardinal
Il est créé cardinal le 14 février 2015 par le pape François, en même temps que 19 autres prélats,. Il reçoit le titre de Santa Paola Romana. Il devient alors le premier cardinal tongien et le plus jeune membre du Collège cardinalice.